# Ghost Whisperer
Ghost Whisperer és una sèrie de televisió estatunidenca de gènere dramàtic amb una temàtica sobrenatural. Es va emetre en antena a la cadena CBS del 23 de setembre del 2005 al 21 de maig del 2010, i, posteriorment, a la cadena Divinity, entre d'altres.
La sèrie narra la vida de Melinda Gordon (Jennifer Love Hewitt), que té l'habilitat de veure i comunicar-se amb els fantasmes. Mentre intenta viure una vida el més normal possible (ja que està casada i és propietària d'un antiquari), Melinda ajuda els esperits errants a resoldre els problemes que puguin tenir i a creuar cap a la llum o el món dels esperits. Aquesta feina extraoficial sol resultar bastant complicada i, de vegades, li causa moltes baralles i discussions amb la gent que no creu en el seu do. A més, els fantasmes són misteriosos i se solen mostrar amenaçadors el primer cop que tracten amb Melinda; aleshores Melinda ha d'usar les pistes de què disposa per entendre les necessitats dels esperits i ajudar-los.
El creador de la sèrie és John Gray, i la producció va anar a càrrec de Sander/Moses Productions, productor executiu, i de Jennifer Love Hewitt, associats amb ABC Studios i CBS Television Studios. El 18 de maig del 2010 la CBS va deixar d'emetre la sèrie després de cinc temporades.

## Argument
Melinda Gordon (Jennifer Love Hewitt) és una jove del poble fictici Grandview, Nova York, que té l'habilitat de veure i comunicar-se amb els morts. Melinda viu amb el seu marit, Jim Clancy (David Conrad) i, al cap del temps, també amb el seu fill, Aiden Lucas (Connor Gibbs). Pel que fa a l'àmbit professional, és la propietària de la botiga "Antiguitats com mai".
Els fantasmes busquen l'ajuda de Melinda per tal de retransmetre un missatge o acabar un assumpte pendent, de manera que el seu esperit pugui descansar, i així puguin "creuar" cap a la llum. Els qui van morir amb assumptes pendents queden lligats a la Terra i no poden creuar, i Melinda, com a representant a la Terra, els ajuda a trobar la pau. La sèrie no presenta els fantasmes com pecadors, sinó que més áviat és la culpabilitat de l'esperit el que els condemna, i la seva pròpia por de ser jutjats els impedeix creuar a l'altra vida.
També és una de les protagonistes de la sèrie Aisha Tyler, com Andrea Marino, la millor amiga de Melinda, que treballa a l'antiquari amb ella. Andrea mor tràgicament a l'últim episodi de la primera temporada. Durant la segona temporada, Melinda coneix la Delia Banks (Camryn Manheim), una agent immobiliària i una autèntica lluitadora que forja una amistat amb Melinda i, finalment, accedeix a treballar a l'antiquari amb ella. Delia queda impressionada quan descobreix les habilitats de Melinda, i, de fet, al principi estava convençuda que Melinda necessitava ajuda psicològica. Amb el temps, Delia accepta el do de Melinda, tot i que es manté escèptica. Delia té un fill que es diu Ned Banks (Tyler Patrick Jones a la segona i tercera temporada, i Christoph Sanders a partir de la quarta), que descobreix el do de Melinda molt abans que la seva mare.
Melinda també fa amistat amb Rick Payne (Jay Mohr), un professor de la Universitat de Rockland que l'ajuda a solucionar els conflictes que li van sorgint amb els fantasmes durant la segona i la tercera temporada. Al primer episodi de la quarta temporada Rick marxa a fer una expedició a l'Himàlaia.

## Producció

### Desenvolupament
Ghost Whisperer es basa en la feina d'un escriptor i productor estatunidenc, James Van Praagh, que és el productor delegat de la sèrie. També s'ha dit que les històries es basen, en part, en la feina d'una mèdium de la vida real, Mary Ann Winkowski. La sèrie es va començar a desenvolupar almenys dos anys abans de l'estrena.
La producció de la sèrie va anar a càrrec de Sander/Moses Productions en associació amb CBS Television Studios (originàriament Paramount Network Television) a la primera temporada, amb ABC Studios (originàriament Touchstone Television) a les primeres dues temporades, i amb CBS Paramount Network Television a la segona i tercera temporada.
El rodatge es va fer als Universal Studios de Los Angeles. Una part del plató és la mateixa plaça que es va fer servir per al rodatge de Back to the Future, encara que s'hi van dur a terme modificacions dràstiques per representar el poble de Grandview. La torre del rellotge de Retorn al futur, per exemple, es va cobrir completament per al rodatge de Ghost Whisperer. Tanmateix, la part davantera de la casa de Melinda i Jim sí que és el mateix escenari de la família Finch a l'adaptació cinematogràfica de To Kill a Mockingbird. Els actors i actrius i els membres de l'equip afirmaven que sovint passaven per aquell plató esperits de debò. Després de la cancel·lació de la sèrie i poc abans de demolir els escenaris, es va rodar un vídeo de comiat on Jennifer Love Hewitt recorria tots els platós i mostrava en quins aspectes les zones eren diferents de les que es mostraven en antena.
Els efectes sonors els va realitzar la companyia Smart Post Sound, i els efectes visuals per a l'episodi pilot i alguns episodis de la primera temporada els van acabar de perfeccionar l'empresa Flash Film Works. Per a gairebé tota la resta de la sèrie, els va realitzar la companyia Eden FX.
El creador, John Gray, va créixer a Brooklyn, Nova York, que està prop de Grand View-on-Hudson (també anomenat Grand View), a l'oest del riu Hudson. En alguns episodi s'esmenta que la ciutat de Piermont és el poble veí; de fet, això és així exactament al món real, ja que Grand View es troba al nord de Piermont. El professor Rick Payne va treballar a la fictícia Universitat de Rockland i potser no és cap casualitat que el poble de Grand View formi part del Comtat de Rockland (Nova York).

## Repartiment
| Actor                                   | Personatge             | Temporades       | Temporades         | Temporades       | Temporades         | Temporades       |                 |
| Actor                                   | Personatge             | 1                | 2                  | 3                | 4                  | 5                |                 |
| --------------------------------------- | ---------------------- | ---------------- | ------------------ | ---------------- | ------------------ | ---------------- | --------------- |
| Jennifer Love Hewitt                    | Melinda Gordon         | Protagonista     | Protagonista       | Protagonista     | Protagonista       | Protagonista     |                 |
| David Conrad                            | Jim Clancy / Sam Lucas | Protagonista     | Protagonista       | Protagonista     | Protagonista       | Protagonista     |                 |
| Aisha Tyler                             | Andrea Marino          | Actriu principal | Estrella convidada |                  | Cameo              |                  |                 |
| Jay Mohr                                | Professor Rick Payne   |                  | Actor habitual     | Actor principal  | Estrella convidada |                  |                 |
| Camryn Manheim                          | Delia Banks            |                  | Actriu principal   | Actriu principal | Actriu principal   | Actriu principal |                 |
| Tyler Patrick Jones / Christoph Sanders | Ned Banks              |                  | Actor habitual     | Actor habitual   | Actor principal    | Actor principal  | Actor principal |
| Jamie Kennedy                           | Professor Eli James    |                  |                    |                  | Actor principal    | Actor principal  |                 |
| Connor Gibbs                            | Aiden Lucas            |                  |                    |                  |                    | Actor principal  |                 |

## Emissió
La primera temporada es va estrenar el 23 de setembre del 2005 i va acabar el 5 de maig del 2006. De mitjana va tenir més de 10 milions de teleespectadors. La segona temporada de Ghost Whisperer es va estrenar el dia 22 de setembre del 2006 i va finalitzar el dia 11 de maig del 2007. La tercera temporada es va estrenar el 28 de setembre del 2007. Es van poder rodar dotze episodis abans que no va començar la vaga de guionistes estatunidencs i, un cop acabada la vaga, la CBS va anunciar que s'emetrien sis episodis de la sèrie a partir del 4 d'abril del 2008. El 15 de febrer del 2008 la CBS va renovar Ghost Whisperer per fer-ne una quarta temporada, en què Jamie Kennedy es va unir a l'equip d'actors com el professor de psicologia Eli James. Jay Mohr ho va deixar després del primer episodi, ja que, segons l'argument, el seu personatge (el professor Rick Payne) se n'anava de viatge sabàtic (Mohr va agafar el paper principal d'una altra sèrie estatunidenca titulada Gary Unmarried). A partir de llavors, Christoph Sanders, que havia estat estrella convidada alguns cops, es va sumar al repartiment com a actor habitual. La quarta temporada de Ghost Whisperer es va estrenar el divendres 3 d'octubre del 2008 i va acabar el 15 de maig del 2009, amb un total de 23 episodis. En una entrevista amb P.K. Simonds a E! Online, es va anunciar que Ghost Whisperer tornaria amb una cinquena temporada. La CBS la va renovar per a la cinquena temporada el 20 de maig del 2009 i va començar a emetre-la el divendres 25 de setembre del 2009, a les 20.00 h i va durar 22 episodis.

## Distribució
El 5 de maig del 2008 es va anunciar que les cadenes Syfy, ION Television i WE TV havien adquirit els drets de distribució de les tres primeres temporades de Ghost Whisperer per 169,8 milions de dòlars (700.000 dòlars per episodi i cada cadena), que equivalen a uns 127 milions d'euros (i més de 520.000 euros per episodi). Van començar a emetre's l'estiu del 2009 per la cadena ION i la tardor del mateix any per Syfy i WE TV. Les primeres quatre temporades les va començar a emetre la cadena canadenca CBC Television el 31 d'agost del 2009.

## Cancel·lació
El 18 de maig del 2010, amb l'augment de les despeses i la disminució de l'audiència, la CBS va anunciar que no renovaria per a una altra temporada; tot i això, el 27 de maig del 2010 Michael Ausiello va comunicar que l'ABC no renovaria la sèrie per fer-ne una sisena temporada.
L'octubre del 2010 Jennifer Love Hewitt va agrair als fans de la sèrie el seu suport amb un vídeo de comiat (rodat al juny del 2010), on deia: "El vostre amor i suport ho ha significat tot per a l'equip d'actors i tècnic de Ghost Whisperer i tots us enyorarem moltíssim. Aconseguiu els nostres DVD, penseu en nosaltres, trobeu-nos a faltar i sapigueu que nosaltres us enyorarem molt i molt. Fins aviat".
El gener del 2011 Hewitt va revelar a la premsa la seva opinió sobre la cancel·lació; i va dir: "Quan un s'ha embarcat en un viatge tan llarg amb tanta gent, el mínim que pots esperar és un comiat. I és que aquesta sèrie era una feina inacabada, i no vam aconseguir acabar-la".

## Episodis i llançaments en DVD
|           |          | Data d'emissió          | Data d'emissió      | Data de llançament en DVD | Data de llançament en DVD | Data de llançament en DVD |
| Temporada | Episodis | Primer episodi          | Últim episodi       | Regió 1                   | Regió 2                   | Regió 4                   |
| --------- | -------- | ----------------------- | ------------------- | ------------------------- | ------------------------- | ------------------------- |
| 1         | 22       | 23 de setembre del 2005 | 5 de maig del 2006  | 31 d'octubre del 2006     | 9 de juliol del 2007      | 23 de maig del 2007       |
| 2         | 22       | 22 de setembre del 2006 | 11 de maig del 2007 | 18 de setembre del 2007   | 25 de febrer del 2008     | 2 d'abril del 2008        |
| 3         | 18       | 28 de setembre del 2007 | 16 de maig del 2008 | 2 de setembre del 2008    | 6 d'abril del 2009        | 18 de març del 2009       |
| 4         | 23       | 3 d'octubre del 2008    | 15 de maig del 2009 | 22 de setembre del 2009   | 1 de març del 2010        | 10 de març del 2010       |
| 5         | 22       | 25 de setembre del 2009 | 21 de maig del 2010 | 12 d'octubre del 2010     | 21 de març del 2011       | 2 de març del 2011        |

Els episodis de la primera meitat de la quarta temporada van aconseguir ser l'horari de màxima audiència, i en totes les edats (dels 18 fins als 49 anys), i també en horari nocturn a la CBS va arribar a ser la sèrie més vista les nits dels divendres. A més, catorze episodis de la quarta temporada van superar els 10 milions de teleespectadors, entre els quals la meitat va sobrepassar els 11 milions de teleespectadors; fet remarcable en el que es considera una franja horària "morta".